# Atlan
Atlan da Gonozal ist einer der Hauptcharaktere in der Science-Fiction-Serie Perry Rhodan, der 1962 in Band 50 in die Handlung eingeführt wurde. Die Figur entwickelte sich erfolgreich und erhielt 1969 eine eigene Serie. Mit einigen Unterbrechungen wurde diese in mehreren Auflagen als Heftroman herausgegeben. Später folgten Bücher, Taschenbücher und Taschenheft-Romane.

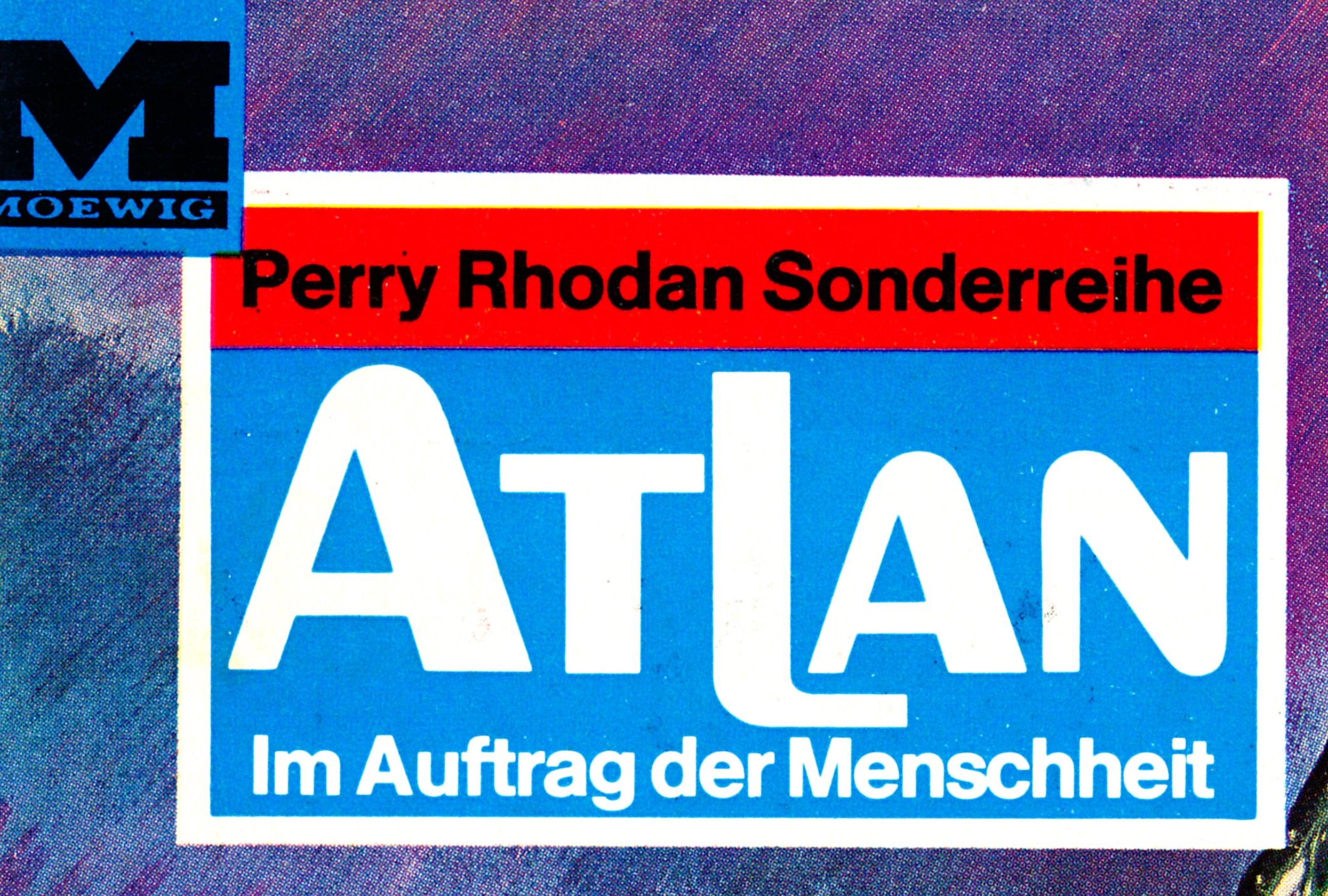
Atlan

## Die Figur Atlan
Atlan da Gonozal (bedeutet ‚Atlan aus dem Hause/aus dem Geschlecht derer von Gonozal‘) gehört dem weitläufig mit den Menschen verwandten Volk der Arkoniden an, dessen Heimatplanet die Welt Arkon im Sternhaufen M13 ist. Sein Geburtsname ist „Mascaren“. Dank eines ihm verliehenen Zellaktivators ist er relativ unsterblich, was bedeutet, dass er nur durch Gewaltanwendung sterben kann, während seine Alterung gestoppt wurde und Krankheiten und Gifte ihm nichts anhaben können. Der Zellaktivator ist ein technisches Gerät, das den Träger durch „Zellschwingungsstrahlung“ regeneriert. Mit rund 13.400 Jahren ist Atlan der älteste der sogenannten Zellaktivatorträger in der Perry-Rhodan-Serie und auch der älteste Arkonide überhaupt. Mit den unterschiedlichsten Gefährtinnen zeugte er zahlreiche Nachkommen.
Er ist 1,87 m groß und athletisch gebaut. Wie bei allen Arkoniden ist sein Haar weißblond, seine Augen sind jedoch nicht so rötlich wie bei Arkoniden üblich. Atlan stammt aus dem Geschlecht der Gonozal, das mehrere arkonidische Imperatoren gestellt hat. Eine seiner arkonidischen Eigenarten ist ein eigenständiger und streng logisch arbeitender Gehirnsektor – der so genannte Extrasinn. Dieser Logiksektor wird nach langem und umfangreichem Studium durch ein spezielles Verfahren aktiviert und dient der streng logischen Auswertung der Wahrnehmungen. Er kommuniziert in geistigen Selbstgesprächen mit Atlan und bedient sich dabei zuweilen ausgesucht sarkastischer Bemerkungen.

### Geschichte
Im Lauf seines langen Lebens ist der junge Atlan zunächst auf der Flucht vor dem Mörder seines Vaters, der sich zum neuen Imperator des Großen Imperiums der Arkoniden macht. Dessen Häscher versuchen, des rechtmäßigen Thronfolgers habhaft zu werden. Nach dem Sieg tritt der Kristallprinz Atlan in die Raumflotte ein und kommandiert ein eigenes Geschwader. Im Krieg gegen das Volk der Methanatmer lässt Atlan auf dem abgelegenen und unbedeutenden Planeten Erde einen kleinen Inselkontinent zum Stützpunkt ausbauen. Zu Ehren ihres Kommandanten tauft die Besatzung den Kontinent auf den Namen Atlantis.
Während des Abwehrkampfes gegen andere fremdrassige Intelligenzen wird die Erdachse geringfügig verschoben. Es kommt zu tektonischen Bewegungen und Flutwellen, in deren Folge Atlantis im Meer versinkt. Um Atlans Leben zu retten, enthebt ihn die Besatzung seines Flaggschiffes des Kommandos und setzt ihn auf Atlantis aus, bevor sie in einen letzten aussichtslosen Kampfeinsatz aufbricht. Atlan zieht sich daraufhin in eine Überlebensstation zurück, die mit Atlantis im Meer versank, und begibt sich in biologischen Tiefschlaf.
In regelmäßigen Abständen lässt er sich von seinem Roboter Rico wecken, um zu sehen, wie sich die steinzeitliche Menschheit entwickelt, und gibt erste zivilisatorische Anstöße. Später wird er in unregelmäßigen Abständen auf Veranlassung der Superintelligenz ES geweckt und wehrt als Paladin der Menschheit zahlreiche Gefahren von ihr ab, bevor er sich wieder in seine Fluchtkuppel zurückzieht. Auf seiner langen Wanderung über die Erde fördert er die irdische kulturelle und technologische Entwicklung bis ins 20. Jahrhundert (beschrieben in den so genannten „Zeitabenteuer“-Romanen, siehe Abschnitt Bücher), um irgendwann einmal mit einem Raumschiff nach Arkon zurückkehren zu können.
Als nach dem historischen Mondflug Perry Rhodans und dessen Landung auf feindlichem Hoheitsgebiet im Jahre 1971 der Dritte Weltkrieg auszubrechen droht, sieht Atlan das Ende der menschlichen Zivilisation nahen. Resigniert zieht er sich wieder in seine Fluchtkuppel zurück und verschläft so ironischerweise den Aufbruch der Menschheit ins All. Als er im Jahre 2040 wieder erwacht und plant, aus den verstrahlten Resten der Menschheit von Neuem eine Zivilisation zu bilden, sieht er sich einer völlig neuen Situation gegenüber.
Nach anfänglichen Missverständnissen kommt es zur Einigung und Freundschaft mit Perry Rhodan. Nach der Umprogrammierung des Robotregenten, der die mittlerweile degenerierten Arkoniden diktatorisch regiert, amtiert Atlan als Imperator Gonozal VIII. Er versucht, die lethargischen Arkoniden wieder zu neuer Größe zu führen, scheitert dabei allerdings. Die Arkoniden lehnen seine Regierungsweise ab und beschäftigen sich lieber mit eigenen Interessen. Es kommt zu zahlreichen Mordanschlägen auf den zunehmend als Ärgernis empfundenen Imperator, der mit Hilfe der als primitive Emporkömmlinge betrachteten Terraner regiert und wenig Verständnis für die althergebrachten Traditionen des von Standesdünkeln und Motivationslosigkeit geprägten Volkes zeigt.
Amtsmüde geworden, übergibt Atlan das Große Imperium an Perry Rhodan, der es mit dem terranischen Solaren Imperium zum Vereinten Imperium fusioniert. Atlan gründet daraufhin die USO, eine Art Geheimdienstorganisation zum Schutz des Vereinten Imperiums. Für die Preisgabe des Großen Imperiums an die Terraner erklären die Arkoniden Atlan auf Lebenszeit zur persona non grata.
Nach weiteren Abenteuern wird er später ein sogenannter Ritter der Tiefe, Mitglied eines Wächterordens, dessen Aufgabe die Wahrung der kosmischen Ordnung ist, und reist, insbesondere an Bord des Raumschiffes SOL, durch das Universum.

## Atlan-Serie
Die Atlan-Serie erscheint bzw. erschien in unterschiedlichen Formen:
- als Atlan-Heftserie (auch klassische Atlan-Heftserie) 1969–1988 (1. Auflage, 850 Heftromane - 2. Auflage 299 Heftromane)
- als Atlan-Blaubände seit Oktober 1992 (Hardcover, u. a. bearbeitete Fassung der Atlan-Zeitabenteuer und des Heftromanzyklus „Der Held von Arkon“)
- als Atlan-Miniserien 1998, 2003 und 2004–2006 (84 Heftromane)
- als Atlan-Taschenbuchzyklen Oktober 2006–Dezember 2012 (28 Taschenbücher)
- als Atlan-Taschenheft-Roman Serie („ATLAN – Das absolute Abenteuer“) Januar–Oktober 2013 (10 Taschenhefte, bearbeitete Fassung des Heftromanzyklus „Die Abenteuer der SOL“)
- als Atlan-Zeitabenteuer von 1968 bis 1992 in loser Folge (54 Bände) innerhalb der Perry-Rhodan-Planetenromane
- weitere Perry-Rhodan-Planetenromane mit Atlan in der Hauptrolle (9 Bände)

### Atlan-Heftserie
Aufgrund seiner Beliebtheit in der Perry-Rhodan-Fangemeinde seit seiner Einführung 1962 wurde ihm 1969 eine eigene Heftserie gewidmet, die ursprünglich unter dem Titel Atlan - Im Auftrag der Menschheit publiziert wurde. Bis zur Einstellung 1988 erschienen bei Moewig bzw. Pabel-Moewig 850 Heftromane. Ab 1998 gab es wieder zwei Miniserien mit jeweils zwölf Romanen. Ab der dritten dieser Miniserien erschien die Atlan-Heftserie wieder vierzehntäglich mit einer fortlaufenden Nummerierung. Mit dem 60. Heft wurde diese Serie im August 2006 eingestellt.

#### Die Zyklen der Atlan-Heftserie
Klassische Atlan-Heftserie
- Im Auftrag der Menschheit (Hefte 1 bis 87)
- Im Auftrag der Menschheit / Der Held von Arkon (abwechselnd Hefte 88 bis 175)
- Der Held von Arkon (Hefte 176 bis 299)
- König von Atlantis (Hefte 300 bis 499)
- Die Abenteuer der SOL (Hefte 500 bis 674)
- Im Auftrag der Kosmokraten (Hefte 675 bis 850)

Atlan-Miniserien
- Traversan (Miniserie mit 12 Heften, 1998)
- Centauri (Miniserie mit 12 Heften, 2003)
- Obsidian (Miniserie mit 12 Heften)
- Die Lordrichter (Miniserie mit 12 Heften)
- Der Dunkelstern (Miniserie mit 12 Heften)
- Intrawelt (Miniserie mit 12 Heften)
- Flammenstaub (Miniserie mit 12 Heften)

Die Zyklen „Obsidian“ bis „Flammenstaub“ sind von 2004 bis 2006 in ununterbrochener Folge mit 60 Heften erschienen.

### Bücher (Hardcover)
Die Erlebnisse des Arkoniden in der Geschichte der Menschheit (Überarbeitung der Atlan-Zeitabenteuer aus den Perry-Rhodan-Planetenromanen), als Imperator von Arkon (mit neuem Lesematerial) sowie in seiner bewegten Jugend (Überarbeitung des „Held-von-Arkon“-Zyklus aus der Heftromanserie) wurden in den so genannten Blaubänden in Zyklen zusammengefasst.
Zyklus „Die Zeitabenteuer“
- Band 1: An der Wiege der Menschheit – ISBN 3-8118-1500-8
- Band 2: Säulen der Ewigkeit – ISBN 3-8118-1501-6
- Band 3: Karawane der Wunder – ISBN 3-8118-1502-4
- Band 4: Hüter des Planeten – ISBN 3-8118-1503-2
- Band 5: Strafkolonie Erde – ISBN 3-8118-1504-0
- Band 6: Wolken des Todes – ISBN 3-8118-1505-9
- Band 7: Söldner für Rom – ISBN 3-8118-1506-7
- Band 8: Ritter von Arkon – ISBN 3-8118-1507-5
- Band 9: Herrscher des Chaos – ISBN 3-8118-1508-3
- Band 10: Balladen des Todes – ISBN 3-8118-1509-1
- Band 11: Kontinente des Krieges – ISBN 3-8118-1510-5
- Band 12: Samurai von den Sternen – ISBN 3-8118-1511-3
- Band 13: Die letzten Masken – ISBN 3-8118-1512-1

Zyklus „Die Arkon-Trilogie“
- Band 14: Imperator von Arkon – ISBN 3-8118-1513-X
- Band 15: Monde des Schreckens – ISBN 3-8118-1514-8
- Band 16: Juwelen der Sterne – ISBN 3-8118-1515-6

Zyklus „Der Kristallprinz“
Unterzyklus „Jugendabenteuer“
- Band 17: Der Kristallprinz – ISBN 3-8118-1516-4
- Band 18: Die Folterwelt – ISBN 3-8118-1517-2
- Band 19: Piraten der Sterne – ISBN 3-8118-1518-0
- Band 20: Flucht ins Chaos – ISBN 3-8118-1519-9
- Band 21: Der Weltraumbarbar – ISBN 3-8118-1520-2
- Band 22: Ring des Schreckens – ISBN 3-8118-1521-0
- Band 23: Die Goldene Göttin – ISBN 3-8118-1522-9

Unterzyklus „Die Varganen“
- Band 24: Die letzten Varganen – ISBN 3-8118-1523-7
- Band 25: Attacke der Maahks – ISBN 3-8118-1524-5
- Band 26: Im Mikrokosmos – ISBN 3-8118-1525-3
- Band 27: Kristalle des Todes – ISBN 3-8118-1526-1
- Band 28: Die Eisige Sphäre – ISBN 3-8118-1527-X
- Band 29: Die Versunkenen Welten – ISBN 3-8118-1528-8
- Band 30: Zuflucht der Varganen – ISBN 978-3-8118-1529-2
- Band 31: Komet der Geheimnisse – ISBN 978-3-8118-4109-3

Unterzyklus „Lebo Axton“
- Band 32: Der Intrigant von Arkon – ISBN 978-3-8118-4110-9
- Band 33: Der Kreis der Zeit – ISBN 978-3-8118-4111-6

Unterzyklus: „Die Akonen“
- Band 34: Gefahr für das Imperium – ISBN 978-3-8118-4112-3
- Band 35: Die Seelenheiler – ISBN 978-3-8118-4113-0
- Band 36: Eine Welt für Akon-Akon – ISBN 978-3-89064-068-6
- Band 37: Brennpunkt Vergangenheit – ISBN 978-3-89064-069-3
- Band 38: Das Erbe der Akonen – ISBN 978-3-89064-075-4
- Band 39: Hetzjagd im Blauen System – ISBN 978-3-86889-160-7

Unterzyklus: „Die Doppelgänger / Kaymuurtes“
- Band 40: Die Doppelgänger – ISBN 978-3-86889-187-4
- Band 41: Der Mondträger – ISBN 978-3-86889-194-2
- Band 42: Der Konterschlag – ISBN 978-3-86889-284-0
- Band 43: Doppelgänger des Mächtigen – ISBN 978-3-95668-001-4

Unterzyklus: „Orbanaschols Ende“
- Band 44: Die Macht der Sonnen – ISBN 978-3-95668-002-1
- Band 45: Vorstoß der Rebellen – ISBN 978-3-95668-003-8

#### Hörbücher
Seit Januar 2008 erscheinen die Blaubände auch als Hörbuch. Als erstes ist der Band „An der Wiege der Menschheit“ erschienen. Hier wird wie bei den Hörbüchern zu den Perry-Rhodan-Silberbänden der Inhalt des Buches ungekürzt vorgelesen. Die Bände werden von Engelbert von Nordhausen gelesen.

### Taschenbücher
Nach der Einstellung der Heftromanminiserien brachte Fantasy Productions von Oktober 2006 bis Dezember 2012 Atlan-Zyklen im Taschenbuch-Format heraus. In einer allgemeinen Reihe, die im 32. Jahrhundert spielt, sind sieben Trilogien, eine Hexalogie und ein Einzelband erschienen, in der zeitweise parallel veröffentlichten Reihe Atlan-X, die in der Vergangenheit der Menschheitsgeschichte angesiedelt ist, zwei Trilogien.
1. Wim Vandemaan – Lepso 1: Totentaucher (Oktober 2006) – ISBN 3-89064-486-4
2. Christian Montillon – Lepso 2: Die acht Namenlosen (Dezember 2006) – ISBN 3-89064-487-2
3. Michael Marcus Thurner – Lepso 3: Befreiung in Camouflage (Februar 2007) – ISBN 3-89064-488-0
4. Achim Mehnert – Rudyn 1: Die Psi-Kämpferin (Mai 2007) – ISBN 978-3-89064-171-3
5. Rüdiger Schäfer – Rudyn 2: Das Sphärenrad (Juli 2007) – ISBN 978-3-89064-172-0
6. Michael H. Buchholz – Rudyn 3: Acht Tage Ewigkeit (Oktober 2007) – ISBN 978-3-89064-173-7
7. Hans Kneifel – Illochim 1: Das Relikt der Macht (November 2007) – ISBN 978-3-89064-174-4
8. Achim Mehnert – Illochim 2: Im Bann der Gatusain (Januar 2008) – ISBN 978-3-89064-175-1
9. Rüdiger Schäfer – Illochim 3: Der Traum des Navigators (März 2008) – ISBN 978-3-89064-176-8
10. Arndt Ellmer – Rico (Juli 2008) – ISBN 978-3-89064-177-5
11. Uwe Anton – Monolith 1: Planet der Silberherren (Oktober 2008) – ISBN 978-3-89064-178-2
12. Rüdiger Schäfer – Monolith 2: Todeszone Zartiryt (Dezember 2008) – ISBN 978-3-89064-179-9
13. Hans Kneifel – Monolith 3: Echo der Verlorenen (Februar 2009) – ISBN 978-3-89064-184-3
14. Marc A. Herren – Monolith 4: Der Silbermann (April 2009) – ISBN 978-3-89064-185-0
15. Manfred H. Rückert – Monolith 5: Ceres am Abgrund (Juli 2009) – ISBN 978-3-89064-186-7
16. Achim Mehnert – Monolith 6: Sprung ins Jenseits (August 2009) – ISBN 978-3-89064-187-4
17. Rüdiger Schäfer – Höllenwelt 1: Rahens Ruf (Oktober 2009) – ISBN 978-3-89064-197-3
18. Achim Mehnert – Höllenwelt 2: Das Erwachen (November 2009) – ISBN 978-3-89064-198-0
19. Hans Kneifel – Höllenwelt 3: Dämmerung über Höllenwelt (Februar 2010) – ISBN 978-3-89064-199-7
20. Rüdiger Schäfer – Marasin 1: Im Schutz des Paladin (April 2010) – ISBN 978-3-89064-065-5
21. Achim Mehnert – Marasin 2: Tschirque der Kreuzwächter (Juni 2010) – ISBN 978-3-89064-066-2
22. Rüdiger Schäfer – Marasin 3: Die zerschnittene Welt (August 2010) – ISBN 978-3-89064-067-9
23. Oliver Fröhlich – Sternensplitter 1: Taucher im Lavastrom (Dezember 2010) – ISBN 978-3-89064-077-8
24. Bernhard Kempen – Sternensplitter 2: Das Flexion (Februar 2011) – ISBN 978-3-89064-078-5
25. Michelle Stern – Sternensplitter 3: Geheimplan Quinto-Center (April 2011) – ISBN 978-3-89064-079-2
26. Achim Mehnert – Polychora 1: Die geträumte Welt (Februar 2012) – ISBN 978-3-86889-168-3
27. Rüdiger Schäfer – Polychora 2: Kommandofehler (Juli 2012) – ISBN 978-3-86889-170-6
28. Dennis Mathiak – Polychora 3: Versprengte der Unendlichkeit (Dezember 2012) – ISBN 978-3-86889-186-7

1. Hans Kneifel – Kreta 1: Lotse im Sandmeer (Juni 2009) – ISBN 978-3-89064-188-1
2. Hans Kneifel – Kreta 2: Insel der Winde (August 2009) – ISBN 978-3-89064-195-9
3. Hans Kneifel – Kreta 3: Das schwarze Schiff (Oktober 2009) – ISBN 978-3-89064-196-6
4. Hans Kneifel – Tamaran 1: Die Prophezeiung von Saïs (September 2010) – ISBN 978-3-89064-820-0
5. Christian Montillon – Tamaran 2: Sternenfall der Goldenen (November 2010) – ISBN 978-3-89064-821-7
6. Marc A. Herren / Dennis Mathiak – Tamaran 3: Das Urteil des Drachenbaumes (Januar 2011) – ISBN 978-3-89064-822-4

### Taschenheft-Romane
Ab Januar 2013 erschien die Serie Atlan – Das absolute Abenteuer monatlich im Pabel-Moewig Verlag GmbH im Taschenheft-Format. In ihr sollte der SOL-Zyklus der Heftromanserie in überarbeiteter Form wiederveröffentlicht werden. Nachdem die Verkaufszahlen hinter den Erwartungen des Verlages zurückblieben, wurde die Serie jedoch nach Band 10 im Oktober 2013 abgebrochen. Die bereits vorbereiteten Bände 11 und 12 sind bis Ende 2013 als E-Books erschienen.

### Autoren
Die 850 Hefte der klassischen Atlan-Serie wurden von 22 Autoren geschrieben.
- Kurt Brand (1970)
- Clark Darlton (1973–1979)
- Arndt Ellmer (1981–1987)
- H. G. Ewers (1970–1987)
- Klaus Fischer (1973–1974)
- H. G. Francis (1970–1986)
- Peter Griese (1981–1987)
- Hubert Haensel (1979–1988)
- Wilfried A. Hary (1981)
- Dirk Hess (1971–1976)
- Horst Hoffmann (1977–1984)
- Falk-Ingo Klee (1981–1987)
- Hans Kneifel (1970–1987)
- Kurt Mahr (1972–1984)
- Harvey Patton (1975–1987)
- Karl-Herbert Scheer (1969–1973)
- Conrad Shepherd (1974–1975)
- Marianne Sydow (1975–1986)
- Peter Terrid (1974–1987)
- Ernst Vlcek (1971–1975)
- William Voltz (1969–1981)
- Detlev G. Winter (1979–1981)

Zu den Autoren der weiteren Atlan-Zyklen als Heftserie, Miniserie, in Hardcover und Taschenbücher gehörten:
Uwe Anton, Luc Bahl, Michael Berger, Frank Borsch, Michael H. Buchholz, Rainer Castor, Arndt Ellmer, H. G. Ewers, Robert Feldhoff, Bernd Frenz, Oliver Fröhlich, Hubert Haensel, Rainer Hanczuk, Cathrin Hartmann, Marc A. Herren, Horst Hoffmann, Bernhard Kempen, Claudia Kern, Hans Kneifel, Leo Lukas, Dennis Mathiak, Achim Mehnert, Christian Montillon, Nicole Rensmann, Manfred H. Rückert, Rüdiger Schäfer, Ralf Schuder, Susan Schwartz, Christian Schwarz, Joachim Stahl, Michelle Stern, Peter Terrid, Michael Marcus Thurner und Wim Vandemaan.